# Anastasia Chocholatá
Anastasia Trmal, roz. Chocholatá (* 19. června 2000 Pardubice) je česká herečka.

## Život
Anastasia Trmal pochází z malé obce nedaleko Pardubic. Od mala se věnovala tanci, krasobruslení, zpěvu a herectví. První pořádnou příležitost získala v seriálu Vyprávěj. Poté si zahrála v seriálu Gympl s (r)učením omezeným.
Také v divadle dostala příležitost s rolí v představení Kejklíř z Lublinu. V roce 2014 získala velkou roli ve filmu Jiřího Mádla Pojedeme k moři.
Její postavu je možné vidět také v seriálech Modrý kód, Ohnivý kuře a Kamarádi. V roce 2019 odmaturovala na mezinárodní konzervatoři v Praze.

## Filmografie

### Filmy
- 2020 – Smečka
- 2020 – Zakleté pírko
- 2014 – Pojedeme k moři

### Televize
- 2024 – Kamarádi
- 2021 – Srdce z ledu
- 2017–2019 – Modrý kód
- 2018 – Tátové na tahu
- 2017–2018 – Ohnivý kuře
- 2016 – Jetelín
- 2013 – Špačkovi v síti času
- 2013 – Gympl s (r)učením omezeným
- 2012 – Vyprávěj

### Dabing
- 2011 – Dům (dabing; Ema Jucková – Jakubova dcera)
- 2021 – Ranařky (dabing; Hadley Robinson – Vivian)